# Aristobatina rufithorax
Aristobatina rufithorax är en tvåvingeart som först beskrevs av Günther Enderlein 1922.  Aristobatina rufithorax ingår i släktet Aristobatina och familjen skridflugor.
Artens utbredningsområde är Tanzania. Inga underarter finns listade i Catalogue of Life.